# Halocladius variabilis
Halocladius variabilis är en tvåvingeart som först beskrevs av Rasmus Carl Staeger 1839.  Halocladius variabilis ingår i släktet Halocladius och familjen fjädermyggor. Arten är reproducerande i Sverige. Inga underarter finns listade i Catalogue of Life.